# 馬薩特蘭
馬薩特蘭（西班牙語：Mazatlán）是墨西哥的城市，由錫那羅亞州負責管轄，位於該國西部，始建於1531年5月14日，面積3,068平方公里，每年平均降雨量853毫米，主要經濟活動有旅遊業和漁業，2010年人口数量为438,434人。马萨特兰是墨西哥重要的旅游都市，旅游业非常发达。马萨特兰拥有丰富的文化和艺术社区。除了为非西班牙语国家的观众带来许多精彩表演的安吉拉·佩拉尔塔剧院外，马萨特兰还拥有许多其余的美术馆和艺术家工作室。马萨特兰现受墨西哥国家行动党统治。

## 外部連結
- （西班牙文） Link to tables of population data from Census of 2005, Instituto Nacional de Estadística y Geografía (INEGI)
- （西班牙文） Sinaloa （页面存档备份，存于） Enciclopedia de los Municipios de México
- 中的“馬薩特蘭”
- Instituto de Cultura （页面存档备份，存于）
- Carnaval of Mazatlan
- Ayuntamiento de Mazatlán
- （西班牙文） Mazatlán History in the XIX Century